# Spirálový tunel
Spirálový tunel je tunel, který vede v oblouku a používá se v železniční nebo silniční dopravě k překonání velkých výškových rozdílů na malém prostoru. Dopravní trasa opisuje zatáčku (železniční, silniční) nebo okružní smyčku uvnitř hory, čímž se uměle prodlužuje trasa, k překonání výškových rozdílů tam, kde by přímá trať vedla k přílišnému stoupání.